# Михайловка (Михайловский сельсовет, Бакалинский район)
Миха́йловка (баш. Михайловка) — село в Бакалинском районе Башкортостана, центр Михайловского сельсовета.

## История
Основано между 1873 и 1896 переселенцами из Вятской губернии в Белебеевском уезде.
С 2005 современный статус.
Статус село, сельского населённого пункта, посёлок приобрёл, согласно Закону Республики Башкортостан от 20 июля 2005 года N 211-з «О внесении изменений в административно-территориальное устройство Республики Башкортостан в связи с образованием, объединением, упразднением и изменением статуса населенных пунктов, переносом административных центров», ст.1

5. Изменить статус следующих населенных пунктов, установив тип поселения — село:

…

5) в Бакалинском районе:

поселка Михайловка Михайловского сельсовета;

## География
Расположено у истока р. Меняды (приток р.Сюнь), в 26 км к юго-востоку от райцентра и 101 км к северу от ж.‑д. ст.Туймазы.  

### Улицы
- Мирная,
- Молодёжная,
- Центральная,
- Школьная.

### Географическое положение
Расстояние до:
- районного центра (Бакалы): 18 км,
- ближайшей ж/д станции (Туймазы): 64 км.

## Население
| 2002 | 2009 | 2010 |
| ---- | ---- | ---- |
| 164  | ↘150 | ↘117 |

Историческая численность населения: в 1896 в 13 дворах проживало 75 человек; в 1906 — 97 чел.; 1939 — 207; 1959 — 171; 1989 — 164; 2002 — 164; 2010 — 117.
Национальный состав
Согласно переписи 2002 года, преобладающие национальности — русские (37 %) и башкиры (34 %).

## Инфраструктура
Средняя школа, фельдшерско-акушерский пункт, ДК, библиотека.
В 1906 зафиксирован хлебозапасный магазин.